# Savigny-sous-Faye
Savigny-sous-Faye ist eine französische Gemeinde mit 377 Einwohnern (Stand 1. Januar 2022) im Département Vienne in der Region Nouvelle-Aquitaine (vor 2016 Poitou-Charentes); sie gehört zum Arrondissement Châtellerault und zum Kanton Châtellerault-2 (bis 2015 Lencloître).

## Geographie
Savigny-sous-Faye liegt etwa 22 Kilometer westnordwestlich von Châtellerault. Umgeben wird Savigny-sous-Faye von den Nachbargemeinden Berthegon im Norden und Nordwesten, Orches im Osten und Nordosten, Saint-Genest-d’Ambière im Südosten, Cernay und Doussay im Süden sowie Saires im Westen und Nordwesten.

## Bevölkerungsentwicklung
| Jahr                      | 1962 | 1968 | 1975 | 1982 | 1990 | 1999 | 2006 | 2013 |
| Einwohner                 | 536  | 411  | 356  | 282  | 283  | 298  | 323  | 368  |
| Quelle: Cassini und INSEE |      |      |      |      |      |      |      |      |

## Sehenswürdigkeiten

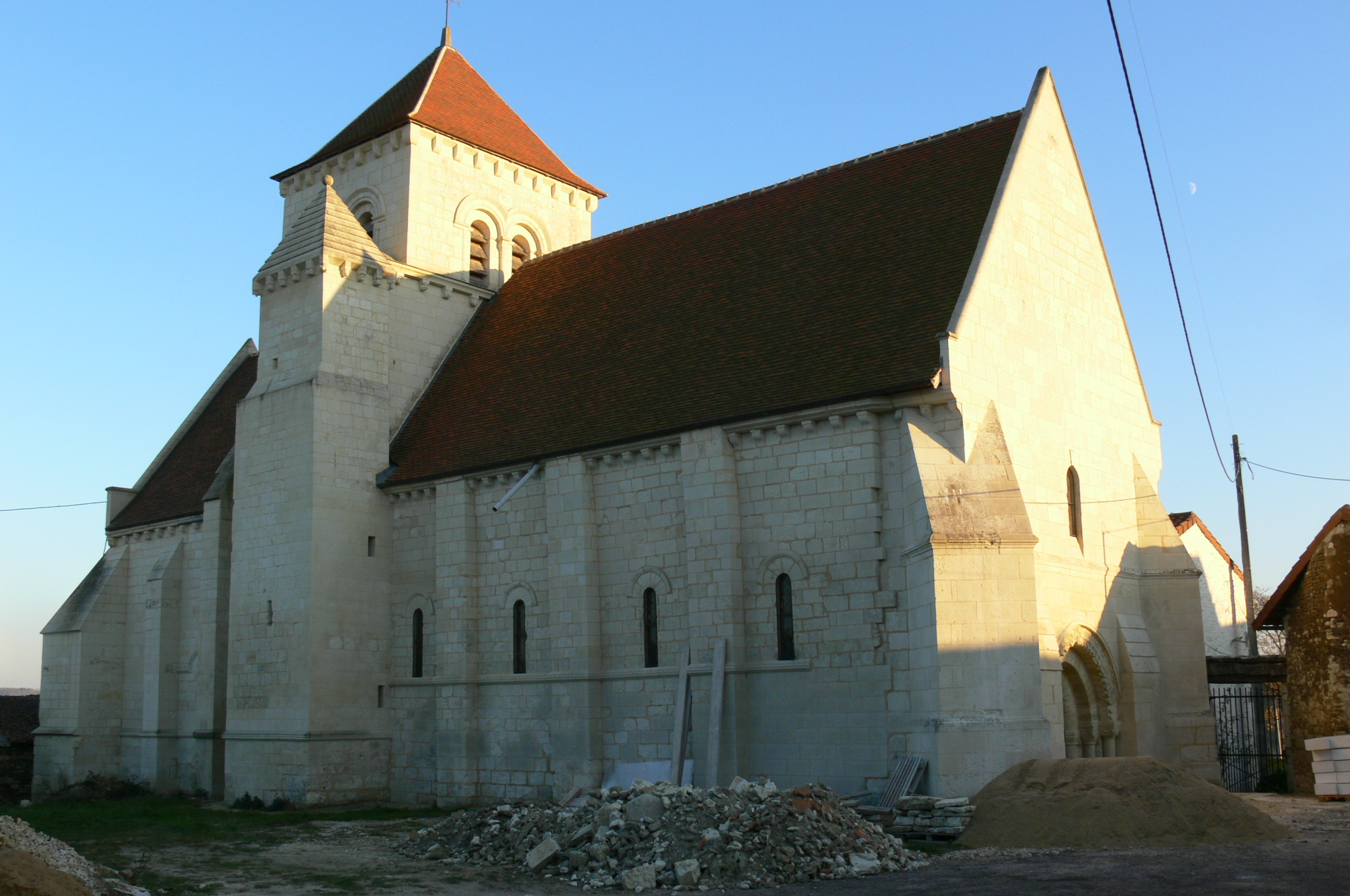
Kirche Saint-Pierre

- Kirche Saint-Pierre, Monument historique (siehe auch: Liste der Monuments historiques in Savigny-sous-Faye)
- Schloss Savigny-sous-Faye